# Ramaria acrisiccescens
Espèce
Ramaria acrisiccescens est une espèce de champignons de la famille des Gomphaceae. C'est un champignon corallien originaire des forêts du Nord-Ouest de l'Amérique du Nord.

## Description
Les corps des fruits blanchâtres sont grands, généralement plus hauts que larges, mesurant 5-29 cm de haut sur 1,5-18 cm de large. Le stipe, qui est souvent profondément enfoui, est mince et effilé, mesurant 1,5-9 cm sur 1-3 cm de large. Les corps des fruits sont constitués de branches allongées, disposées de manière à peu près parallèle. Chaque branche se ramifie jusqu'à 9 fois de manière dichotomique ; chacune de ces branches est mince, d'un diamètre typique de 1-12 mm. L'extrémité des branches est généralement arrondie. Le trama a une consistance charnue ou fibreuse, mais il devient cassant et crayeux lorsqu'il est sec ; il a parfois des tons rosâtres ou brunâtres en vieillissant, et ne réagit pas au sulfate de fer ou au réactif de Melzer. Le stipe des jeunes corps fructifères est blanc, tandis que les branches vont du gris au beige, voire à l'orange. Les spores sont de couleur jaune pâle et crème. Les branches inférieures ont tendance à se meurtrir d'une couleur brunâtre. La couleur de l'extrémité des branches varie, allant d'une couleur plus ou moins identique à celle de la branche, à une couleur pâle, ou, en particulier chez les jeunes spécimens, à des tons rosés ou violets dans une petite transition tachetée.
L'empreinte des spores est jaune grisâtre. Les spores sont quelque peu cylindriques à grossièrement elliptiques, ornées de verrues lobées, et mesurent environ 10,1 sur 4 μm. Les basides (cellules porteuses de spores) sont en forme de massue, à une ou quatre spores (bien que la plupart en aient quatre), et mesurent 40-90 par 7-13 μm. L'espèce est dépourvue de pinces basales

## Habitat et répartition
Les fruits de la Ramaria acrisiccescens poussent sur le sol, typiquement dans les forêts mixtes. Il a été signalé dans l’État de Washington et en Californie.

## Espèces similaires
Ramaria velocimutans est similaire, mais a un hyphe brunâtre sur le stipe et une bande brunâtre à l'intérieur.

## Systématique
Le nom correct complet (avec auteur) de ce taxon est Ramaria acrisiccescens Marr & D.E.Stuntz, 1974.
L'espèce a été décrite scientifiquement pour la première fois par les mycologues Currie Daniel Marr (d) (1937-2021) et Daniel Elliot Stuntz (d) (1909-1983) dans leur monographie de 1974, « Ramaria of Western Washington ». L'holotype a été collecté en 1966 à environ 7 km au sud d'Elbe, Washington. Il est classé dans le sous-genre Laeticolora. 
Ce taxon porte en anglais les noms vernaculaires ou normalisés suivants : blah coral

## Publication originale
- (en) C.D. Marr et D.E. Stuntz, Ramaria of Western Washington, décembre 1973, 232 p. (ISBN 978-3768209021)